# Halvautomatisk växellåda
Växellåda som kombinerar egenskaper hos en automatlåda med vissa egenskaper hos en manuell låda. Benämningen används på flera olika konstruktioner som har använts genom åren i olika bilmodeller.

## Manuell låda med centrifugalkoppling
Vissa bilar, t.ex. Citroën 2CV och har haft en centrifugalkoppling som gör att man slipper trampa på kopplingspedalen. Man måste fortfarande växla manuellt.

## Manuell låda med frihjul
Bilar med tvåtaktsmotor, t.ex. Saab 92, 93, 95 och 96 hade ofta ett frihjul för att skydda motorn från att skadas vid motorbromsning i långa nedförsbackar. Eftersom frihjulet kopplar ur motorn från växellådan när man släpper gasen om bilen rullar, kan man växla utan att behöva trampa ner kopplingspedalen. Förutsättningen är att bilen rullar snabbare än vad som motsvarar motorns varvtal även när den högre växeln läggs i. Vid start från stillastående måste kopplingen användas som vanligt.

## Citroën H-låda
Den klassiska Citroën DS hade från början en hydrauliskt manövrerad växellåda med 4 växlar och rattspak. Till skillnad mot manuellt växlade bilar hade den ingen kopplingspedal, eftersom kopplingen styrdes automatiskt av gaspådraget. Växlarna lades i med rattspaken, men bilens hydraulsystem användes  för att överföra rörelserna till växellådan. Anledningen till att bilen fick den här typen av växellåda i stället för en konventionell automatlåda var att den begränsade motoreffekten (ca 75 hk) inte skulle räcka tillsammans med de 2- eller 3-stegade automatlådor som fanns att tillgå. Genom att använda en vanlig manuell växellåda som grund fick man 4 växlar och kunde klara sig med en svagare motor. I den något enklare ID-modellen monterades en vanlig 4-växlad manuell låda med rattspak, och denna möjlighet erbjöds även i DS.

## Manuell låda med momentomvandlare
En konstruktion som användes av Citroën på 1970-talet (C-Matic) byggde på en hydraulisk momentomvandlare som kombinerades med en manuell växellåda så att man kunde köra utan att använda kopplingen. Det fanns 3 växlar, och vid stadskörning kunde man använda 2:an hela tiden, medan 3:an användes på landsväg. Systemet blev inte särskilt populärt, eftersom det bidrog till hög bränsleförbrukning. Det användes i modellerna GS och CX. 

## Elektronisk koppling
Volkswagen Typ 1 hade som tillval en halvautomatisk låda av typen Saxomat, som hade centrifugalkoppling och en manuell växellåda. Senare kom också en halvautomatisk variant som automatiskt kopplade ur när man rörde växelspaken (med hjälp av en elektrisk magnetventil som reglerade en vakuumkammare) Denna version hade tre växlar framåt och var även försedd med momentomvandlare som gjorde att man kunde starta på valfri växel. En modernare variant fanns på 1990-talet i Saab 900, då under namnet Sensonic.

## Sensodrive / EGS
Vissa (oftast mindre) bilar har en växellåda av samma typ som en manuell växellåda, men som manövreras automatiskt. Både koppling och växellåda manövreras med hjälp av elmotorer, och bilen saknar därför kopplingspedal. Det finns vanligen möjlighet att växla manuellt antingen med växelväljaren eller med "paddlar" monterade på rattstången. Växellådan väljer automatiskt en lämplig växel med ledning av hastighet och gaspådrag, men föraren kan också manuellt växla upp eller ner. Automatlådan lär sig förarens körstil och anpassar växlingarna efter den. Exempel på bilmodeller som har denna typ av växellåda är Citroën C1/C2/C3/C4, Peugeot 107, Toyota Aygo och Smart Fortwo. Körningen påminner om hur det är att åka i en bil med manuell växellåda, eftersom kopplingen måste aktiveras och växeln läggas i/ur vid varje växling. Gaspådraget regleras automatiskt så att motorn inte rusar vid växlingen. Manövern går snabbare än vid körning med manuell låda, men långsammare än en konventionell automatlåda. Vissa automatlådor av denna typ har även ett "krypläge", där kopplingen slirar när motorn går på tomgång. Det ger en känsla som mer påminner om en konventionell automatlåda.
Dessa lådor skiljer sig i konstruktion från en dubbelkopplingslåda, som är tekniskt mer avancerad och ger något mjukare växling.